# Пустоловине са браћом Крет
Пустоловине са браћом Крет (енгл. Wild Kratts) је америчко-канадски цртани филм о браћи која помажу угроженим врстама и решавају мистерије разних животиња.

## Радња
Радња се врти око два брата који су љубитељи животиња која су познати као Браћа Крет широм света. Спашавају животиње од зликоваца, уз помоћ Авиве Корковадо - која прави специјалне дискове животиња за моћна одела; Коки - која ради за компјутером и Џимија - који им помаже у доставама специјалних дискова.

## Емитовање и синхронизација
У Србији, Хрватској, Црној Гори, Босни и Херцеговини и Северној Македонији серија је премијерно приказана на каналу Минимакс ТВ на српском језику. Синхронизацију за прву и другу сезону радио је студио Кларион, а синхронизацију за трећу, четврту, пету, шесту и седму сезону студио Студио. Нема DVD издања.

## Ликови

### Позитивци
- Мартин Крет је један од браће Крет. Крисов је старији брат и од њега је старији 4 године. Његова омиљена боја је плава. Воли да даје надимке животињама.
- Крис Крет је Мартинов млађи брат. Има браон косу и браон очи, а његова омиљена боја је зелена. Он и Мартин се разликују.
- Авива Корковадо је помоћница браће Крет. Има праву браон косу и сиве очи. Носи жуту тренерку са дијагоналним плавим цртама на рукавима и плаве тренерке.
- Коки је афро-американка. Има црну косу и браон очи и увек носи црну мајицу са црвеним рукавима и белом звездом на грудима.
- Џими је помоћник браће Крет. Има црвену косу и плаве очи. Велики је сладокусац који обожава видео-игрице. Увек носи сиво као и његов омиљени лик из видео-игрица.

### Негативци
- Зак Варматек - Зак је зли роботски стручњак. Заједно са Авивом је ишао на курс роботике, али је Авива завршила са бољим резултатом. Има јако светао тен и црну косу.
- Донита Доната је велики стручњак за моду и зла модна креаторка. Прави наруквице, брошеве и модне детаље од животиња.
- Гурман је зли кувар који воли да кува ретке животиње. Сам проналази састојке, а исто јело никад не кува више од два пута.
- Дабио је Донитин асистент. Има плаву косу. У једној епизоди се појављују потпуно нови негативци,који се појављују само једном. Они тада желе да бетонирају једно слободно станиште.Тренутно датума 30.1.2019. (15:14) канал Браће Крет на јутјубу има  32 528 пратилаца и избацили су 76 снимака (епизода) Браће Крет. Епизода у којој се појављује та негативна зена зове се "Слоновски мозгови".Она се тренутно налази на јутјубу и има прео 83 000 прегледа.
- Пезли Калдрма  је зла инжењерка која мрзи природу и животиње па зато жели да асфалтира сва дивља места на Земљи. Има сиве очи,плаву косу и ниског је раста.Члан је покрета „Асфалтирајмо природу”

## Улоге
| Име лика      | Улога           |
| ------------- | --------------- |
| Мартин        | Марко Марковић  |
| Крис          | Марко Мрђеновић |
| Авива         | Паулина Манов   |
| Коки          | Ана Марковић    |
| Џими          | Немања Оливерић |
| Зак           | Немања Оливерић |
| Донита Доната | Ана Марковић    |
| Гурман        | Немања Оливерић |
| Дабио         | Немања Оливерић |

## Списак епизода

### Сезона 1
- 1 - Мама крокодил
- 2 - Кит и лигња
- 3 - Град мравоједа
- 4 - Гуштеров лет
- 5 - Мистерија црва
- 6 - Кљунарево шесто чуло
- 7 - Бели медведи не играју
- 8 - Дабар градитељ
- 9 - Путовање монарх лептира
- 10 - Трагачи за медом
- 11 - Клуб гргеча
- 12 - Свици
- 13 - Мистерија чудних моржева
- 14 - Крис Тасманијац
- 15 - Хоботница Кратикус
- 16 - Ходање по води
- 17 - Слон у соби
- 18 - Плес носорога
- 19 - Бокс са кенгурима
- 20 - Плаво и сиво
- 21 - Град сокола
- 22 - Коала балон
- 23 - Гепард тркач
- 24 - Кер-хонк - звук за узбуну
- 25 - Имитирање
- 26 - Каракал минтон
- 27 - Цикцак шаре
- 28 - Огромни наранџасти проблем
- 29 - Рак бела
- 30 - Игра ланац исхране
- 31 - Маскирани крадљивци
- 32 - Лет опрашивача
- 33 - Ефекат гуштера
- 34 - Мали дрекавац
- 35 - Бодљикави рођендански поклон
- 36 - Шишмиш међу колачима
- 37 - У вожњи са ајкулом
- 38 - У свету рајских птица
- 39 - Окан - ноћни гуру
- 40 - Окупљање птица грабљивица

### Сезона 2
- 41 - Дан лоше фризуре
- 42 - Трка за диск нилског коња
- 43 - Надметање моћи
- 44 - Термити против језика
- 45 - Срећан дан захвалности
- 46 - Брат уз врат
- 47 - Бубе или мајмуни
- 48 - Тајне паукове мреже
- 49 - Сенка - црни јагуар
- 50 - Додирнути колибрија
- 51 - Гулаш тропска шума
- 52 - Родео са морским коњићем
- 53 - Језик делфина
- 54 - Водена жаба
- 55 - Подешавање тортуге
- 56 - Прасак надуване рибе
- 57 - Птица тркачица
- 58 - Ракетне чељусти
- 59 - Тркачи по снегу
- 60 - Странци нападају дрво
- 61 - Кристал уз звечарку
- 62 - Мирис твора
- 63 - Гила чудовиште
- 64 - Патуљасте пустињске сове
- 65 - Позив за буђење мрмота
- 66 - Путовање у предео под снегом

### Сезона 3
- 67 - Размена шкољки рака самца
- 68 - Када риба полети
- 69 - Видра клизач
- 70 - Комарац и змај
- 71 - Испод залеђеног језера
- 72 - Потрага за флоридским пантером
- 73 - Орао рибар
- 74 - Опосум у мом џепу
- 75 - Бандит - црнооки твор
- 76 - Где бизон лута
- 77 - Такмичење крокогатора
- 78 - Невероватна трка створења
- 79 - Преријски шта?
- 80 - Тајна у прерији
- 81 - Камелеон на мети
- 82 - Фоса палуза
- 83 - Мини Мадагаскар
- 84 - Ај ај
- 85 - Лемурове ноге
- 86 - Смрдљива борба лемура
- 87 - Златни лемур бамбусар
- 88 - У потрази за тенреком
- 89 - Богомољке
- 90 - Хватање рибомобила
- 91 - Путовање кроз време: Дан додоа
- 92 - Путовање кроз време: Тасманијски тигар

### Сезона 4
- 93 - Литургуса Креторум
- 94 - Моћ панде
- 95 - Селидба снежних сова
- 96 - Спасавање панголина
- 97 - Спасавање пафина
- 98 - Звезде приобалне зоне
- 99 - Последњи велики јастог
- 100 - Златни прћасти мајмун
- 101 - Други Мартини
- 102 - Електричне јегуље
- 103 - Случај дворогог нарвала
- 104 - Пливање са видрама
- 105 - Спасавање црвеног панде
- 106 - Дух медвед
- 107 - Боје Кине
- 108 - Кутијаста корњача
- 109 - Животиње које доживе 100
- 110 - Школа рибе стрелца
- 111 - Кит који једе ајкуле
- 112 - Муфне и млечни очњак
- 113 - Усвојени гепард
- 114 - Муфлоно манијак
- 115 - Божићна пустоловина (1. део)
- 116 - Божићна пустоловина (2. део)
- 117 - Животиње из дубоких вода (1. део)
- 118 - Животиње из дубоких вода (2. део)

### Сезона 5
- 119 - Мистерија пингвина са северног пола
- 120 - Храм тигрова
- 121 - Краљ кобри
- 122 - Шарени даждевњак
- 123 - Хрчак Обрашчић
- 124 - Дивљи понији
- 125 - Азијски пси
- 126 - Слоновски мозгови
- 127 - Медвед лењивац
- 128 - Градски скакачи
- 129 - Плава чапља
- 130 - Изабери своју сабљарку
- 131 - Комодо змај
- 132 - Спаситељкин пут (1. део)
- 133 - Спаситељкин пут (2. део)
- 134 - Језива створења (1. део)
- 135 - Језива створења (2. део)
- 136 - Херкул - дивовска буба
- 137 - Хермелинатор
- 138 - Четврти белоглави орао

### Сезона 6
- 139 - Тајна фламингове роза боје
- 140 - Тачка у пустињи
- 141 - Јелен каубој
- 142 - Права мравља фарма
- 143 - Загонетка мини мајмуна
- 144 - Како јахати жабу
- 145- Папагајска моћ
- 146 - Прољећне зеке
- 147 - Челични ждеравац
- 148 - О о ној
- 149 - Задивљујућа Амазонска авантура (1. део)
- 150 - Задивљујућа Амазонска авантура (2. део)
- 151 - Велики квар животињских репова
- 152 - Вучији Јастребови

### Сезона 7
- 153 - Лисице
- 154 - Паметан Гавран
- 155 - Трка до Козје Планине
- 156 - Сова Одисеја
- 157 - Наш Плави и Зелени Свијет
- 158 - Безимени Сан
- 159 - Камилин Ранац
- 160 - Риба изван воде